# Nicolaas Calkoen
Nicolaas Calkoen (ur. 1753, zm. 1817) – holenderski polityk.
W latach (1785–1790) był dyrektorem Sociëteit van Suriname. Pochodził z patrycjuszowskiej rodziny (regenci). Od 1787 uczestniczył w życiu politycznym Amsterdamu.